# Franz Fidel Landtwing
Franz Fidel Landtwing (* 21. Januar 1714 in Zug; † 9. März 1782 ebenda) war ein wohlhabender Schweizer Militärunternehmer, Familienfideikommiss-Gründer und Landeshauptmann. Bekannt geblieben ist er vor allem als Kartograf im Kanton Zug, der zusammen mit Jakob Joseph Clausner den Landtwing-Plan erstellt hat. Er war Träger des an Ausländer selten verliehenen Ludwigsordens.

## Familie
Als Spross einer der ältesten Zuger Patrizierfamilien begann er mit 10 Jahren seinen Militärdienst in Frankreich. Seine Mutter Maria Elisabeth Esther gehörte als gebürtige Zurlauben ebenfalls einer bedeutenden Patrizierfamilie an. Sein Vater war Johann Franz (1671–1748), ältester Sohn des Statthalters Johann Landtwing.
Von seinen zehn Geschwistern erreichten nur seine Schwester Elisabeth und vier seiner jüngeren Brüder, die alle zum Militär gingen, das Erwachsenenalter. Nach dem Historiker Paul Wickart (1816–1893) war er in seiner Generation der einzige, der als ehrgeizig galt und deshalb erfolgreich war, wohingegen die Brüder «das Vermögen ihres Vaters in aussergewöhnlichem Masse in Anspruch nahmen».

## Beruf
Bereits mit 14 Jahren wurde er zum Offizier befördert, später zum Hauptmann und Oberstleutnant. Nach seiner Rückkehr in seine Heimat blieb er als Kompaniebesitzer weiterhin seinem Dienstherrn, der französischen Militärverwaltung, treu. Nach 25 Dienstjahren hatte er sich durch siegreiche Belagerungen und Kriegsbeute einen guten Wohlstand verdient und wurde im gleichen Jahr nach dem Tod seines Vaters als dessen Nachfolger in den Stadtrat gewählt. Sein bedeutendes Vermögen wird auf 50'000 Gulden geschätzt.
Georges Klausner beschreibt ihn als sehr gebildet, mit einem Hang zur Mathematik. Neben seinem Landhauptmannamt, das er bis zu seinem Tod bekleidete, war er auch Kriegsrat der Stadt Zug (1755–1760 und 1764–1782) und ab 1766 dessen Präsident. Besondere Verdienste erwarb er sich durch die Modernisierung des Militärwesens und den Ausbau der Burg, bei dem das Turmzimmer im 2. Geschoss entstand. Gleichzeitig konnte er mit dem Erbe der Burgliegenschaft, dem Erwerb von Schloss St. Andreas bei Cham und dem Weingartenhof, der zuvor General Beat Fidel Zurlauben gehört hatte, seinen Besitz erheblich erweitern.
In Frankreich hatte sich Landtwing zusammen mit Franz Ludwig Pfyffer Kenntnisse der Landesvermessung erworben, die er nun in jahrelanger Arbeit rund um den Vierwaldstättersee einsetzte, indem er diesen bis hinauf in die Alpen vermass und im Massstab 1:7250 kartografierte. Er begann allein, holte sich jedoch nach kurzer Zeit Jakob Joseph Clausner dazu. Nach Abschluss dieser Arbeiten 1770 war etwa ein Zehntel der heutigen Schweiz erfasst. Bis zur Herausgabe der Dufourkarte 100 Jahre später war sein Kartenwerk als einziges verlässliches Dokument Grundlage für Besitzverhältnisse und geografische Auskünfte, auch für Ratssitzungen und Rechtsentscheide. Als Nebenprodukt entstand von Pfyffer das Relief der Urschweiz, das zu den bekanntesten Sehenswürdigkeiten der Schweiz gehört und noch heute für Besucher aus aller Welt im Gletschergarten Luzern zu sehen ist. Bis heute ist dieses Kartenwerk Landtwings noch nicht wissenschaftlich erforscht.